# Groot Molenbeek

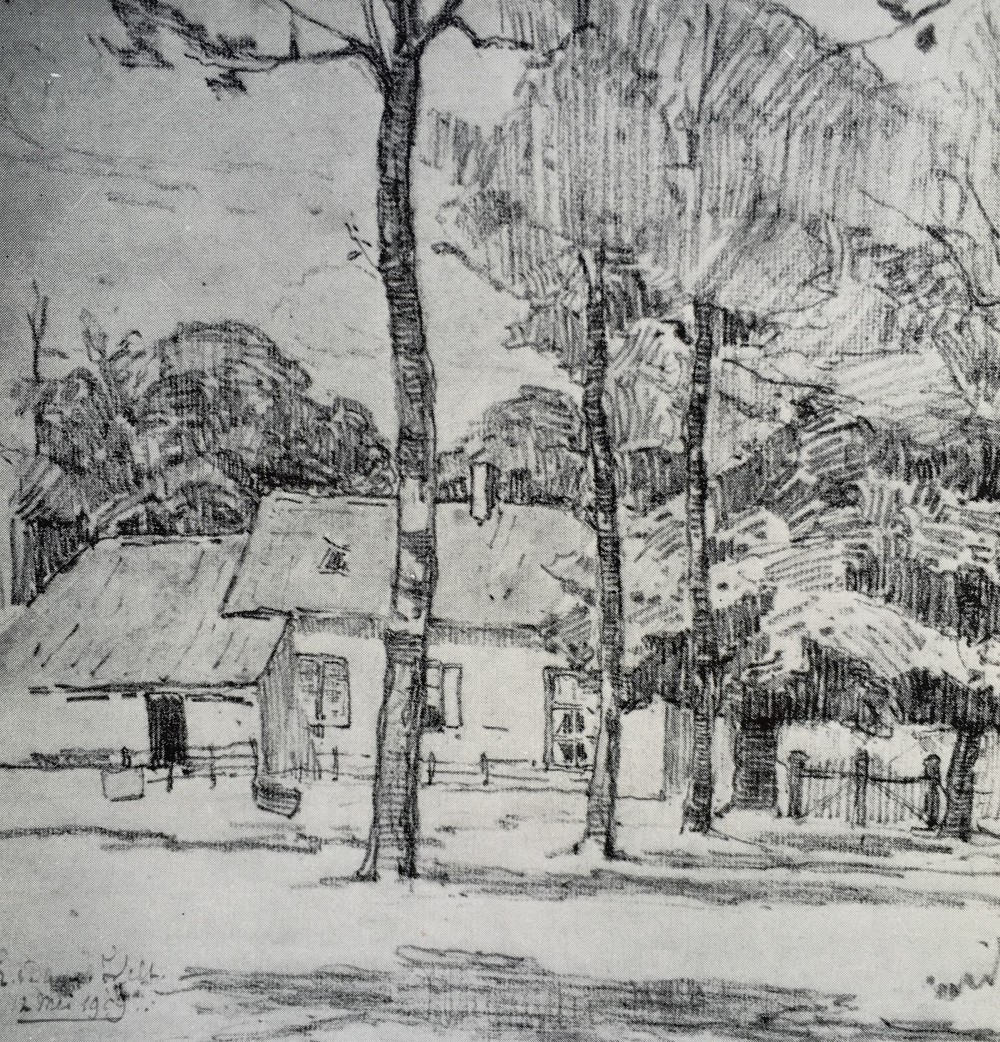
Tekening door Lucie van Dam van Isselt

Groot Molenbeek is de naam van een landgoed van 39 ha, dat gelegen is ten zuidwesten van Bergen op Zoom. Het landgoed is eigendom van de Stichting Brabants Landschap.
Menselijke bewoning is hier al lang aanwezig en het landgoed werd reeds in een document uit 1291 vermeld. Het landgoed ligt op de noordflank van de vallei van de Molenbeek, die een onderbreking vormt tussen de hoger gelegen bossen van de Lievensberg en het landgoed Mattemburgh. Op de dalflank ligt een landhuis, van waaruit in stervorm een aantal lanen lopen die omzoomd zijn met monumentale bomen. Het landgoed is vrij toegankelijk. Het bestaat uit productiebos, voornamelijk naaldhout, akkers en grasland.
Ten zuiden van het landgoed vindt men de buurtschappen Zuidgeest en Heimolen. In het westen ligt de Rijksweg 58 met aan de overzijde de Bergse wijk Nieuw-Borgvliet.